# Hermann Eichhorst
Hermann Ludwig Eichhorst (Königsberg, 3 marzo 1849 – Zurigo, 26 luglio 1921) è stato un patologo e medico svizzero naturalizzato tedesco.

## Biografia
Ha studiato medicina a Königsberg e a Berlino, ed è stato assistente di Ernst Viktor von Leyden (1832-1910), Bernhard Naunyn (1839-1935), e Friedrich Theodor von Frerichs (1819-1885). Nel 1884 è diventato direttore della clinica medica di Zurigo, dove rimase per il resto della sua carriera.
Eichhorst ha dato un contributo in diversi campi della medicina. Nel 1878 una monografia ha documentato una delle prime descrizioni di anemia perniciosa progressiva. Ha anche scoperto delle forme globulari nella poichilocitosi, che erano a diventate note come "corpuscoli di Eichhorst". Nel 1896 e 1913, Eichhorst ha fornito i primi resoconti della sclerosi multipla infantile ed ereditaria. Egli ha anche descritto una forma di nevrite interstiziale che viene a volte indicato come "la neurite di Eichhorst".

## Pubblicazioni principali
- Die progressive perniciöse Anämie. Leipzig, Veit und Comp, (1878).
- Handbuch der speciellen Pathologie und Therapie für praktische Ärzte und Studirende (1885).
- Pathologie und Therapie der Nervenkrankheiten.
- Lehrbuch der physikalischen Untersuchungsmethoden innerer Krankheiten. Berlin, 1889; quarta edizione 1896; tradotto in francese e russo.
- Lehrbuch der practischen Medizin innerer Krankheiten. Vienna, 1899; tradotto in inglese, italiano e spagnolo.
- Uber infantile und hereditäre multiple Sklerose.